# Tiefenbrunnen (Treuenbrietzen)
Tiefenbrunnen ist ein Gemeindeteil der Stadt Treuenbrietzen im Landkreis Potsdam-Mittelmark in Brandenburg.

## Lage
Der Ort gehört zum Stadtgebiet Treuenbrietzen und liegt südöstlich der Kernstadt Treuenbrietzen an der Kreuzung der Landesstraße L 812 mit der B 102.

## Geschichte
Im Jahr 1830 entstand auf der Bergheide ein Ackervorwerk, das der Stadt gehörte. Dort gab es im Jahr 1858 ein Gasthaus, ein Chausseehaus sowie ein Forsthaus, in denen zwölf Personen lebten. Es gab ein öffentliches, zwei Wohn- und vier Wirtschaftsgebäude. Bis 1871 war die Anzahl der Personen auf zehn gesunken, im Jahr 1885 wieder auf 29 Personen angestiegen. Im Jahr 1895 lebten in Tiefenbrunnen insgesamt 32 Personen in vier Wohnhäusern. Bis 1905 sank die Anzahl auf 26 Personen, im Jahr 1925 auf 20 Personen. Ab 1931 war Tiefenbrunnen ein Wohnplatz, 1964 und 1973 ein Ortsteil von Treuenbrietzen.

## Kultur und Sehenswürdigkeiten

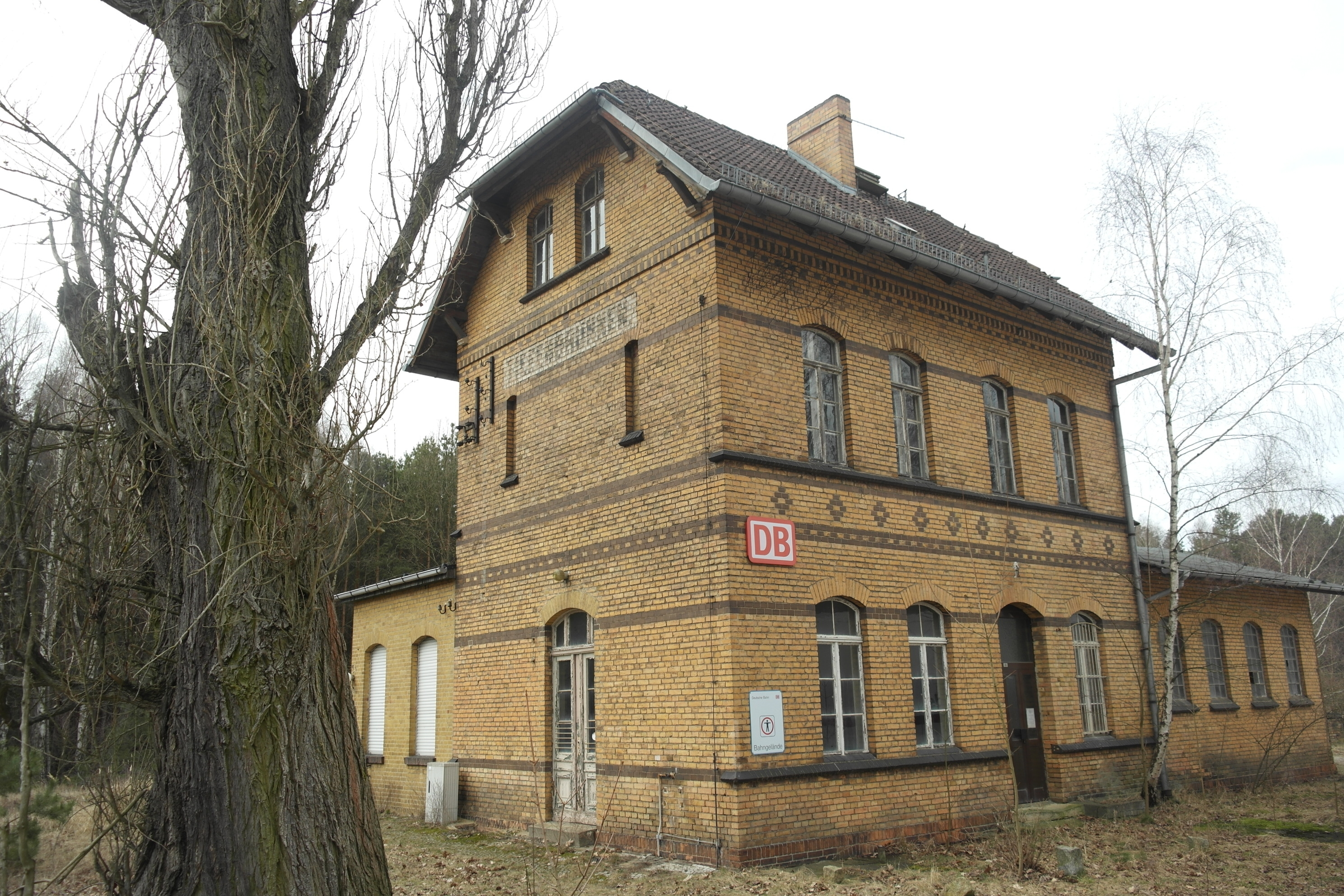
Denkmalgeschütztes Bahnhofsgebäude

In der Liste der Baudenkmale in Treuenbrietzen sind für Tiefenbrunnen zwei Baudenkmale aufgeführt:
- der Bahnhof an der Bahnstrecke Jüterbog–Nauen mit umgebender Pflasterung
- ein Chausseehaus an der B 102